# Geschichte Bad Aiblings

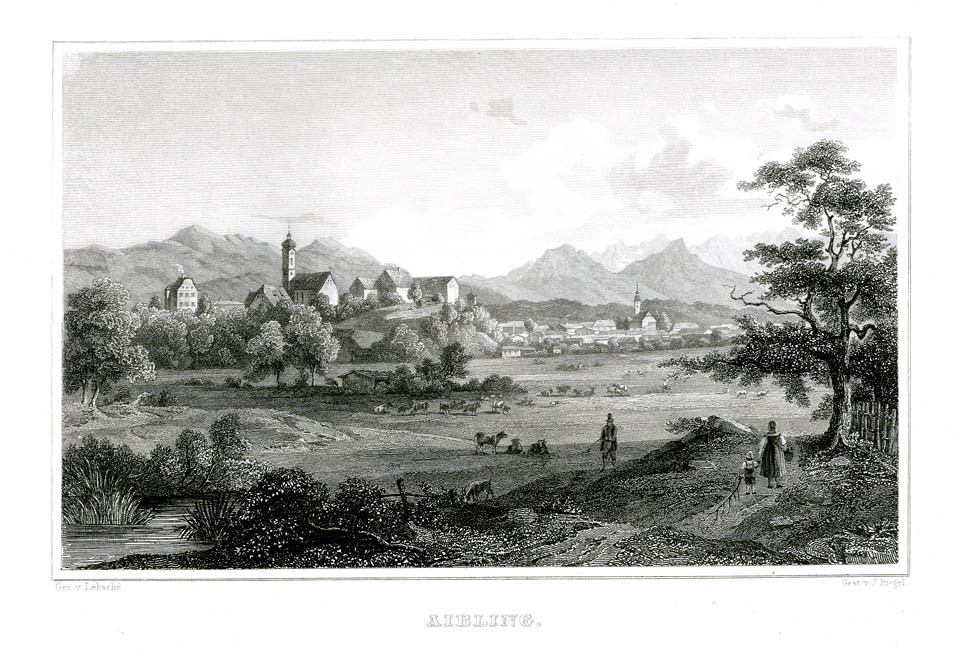
Bad Aibling im 19. Jahrhundert

Die Geschichte  Bad Aiblings in Oberbayern ist eng mit der Geschichte Mitteleuropas verknüpft. Als Epininga im Jahre 804 erstmals urkundlich erwähnt wurde, war der Ort wahrscheinlich bereits mehrere Jahrtausende alt, wie Funde aus der Kupfersteinzeit und der Bronzezeit sowie spätere Asservate aus der Kelten- und Römerzeit nahelegen.
Im Hochmittelalter war Aibling ein bedeutendes Verwaltungszentrum der Sigbotonen, die neben dem Sundergau weite Ländereien zwischen Vilstal und Chiemgau bis nach Südtirol und Niederösterreich kontrollierten. Über mehr als 1200 Jahre hatte Aibling eine überregionale Bedeutung als Gerichtssitz und Kreisstadt.
Seit dem 19. Jahrhundert ist Bad Aibling zugleich Moor- und Thermalheilbad. Mehrere größere Kliniken sowie Einrichtungen der Bildung und Wissenschaft markieren die weiterhin hohe Bedeutung des Tertiärsektors für das bayerische Mittelzentrum, das heute ca. 18.000 Einwohner zählt.

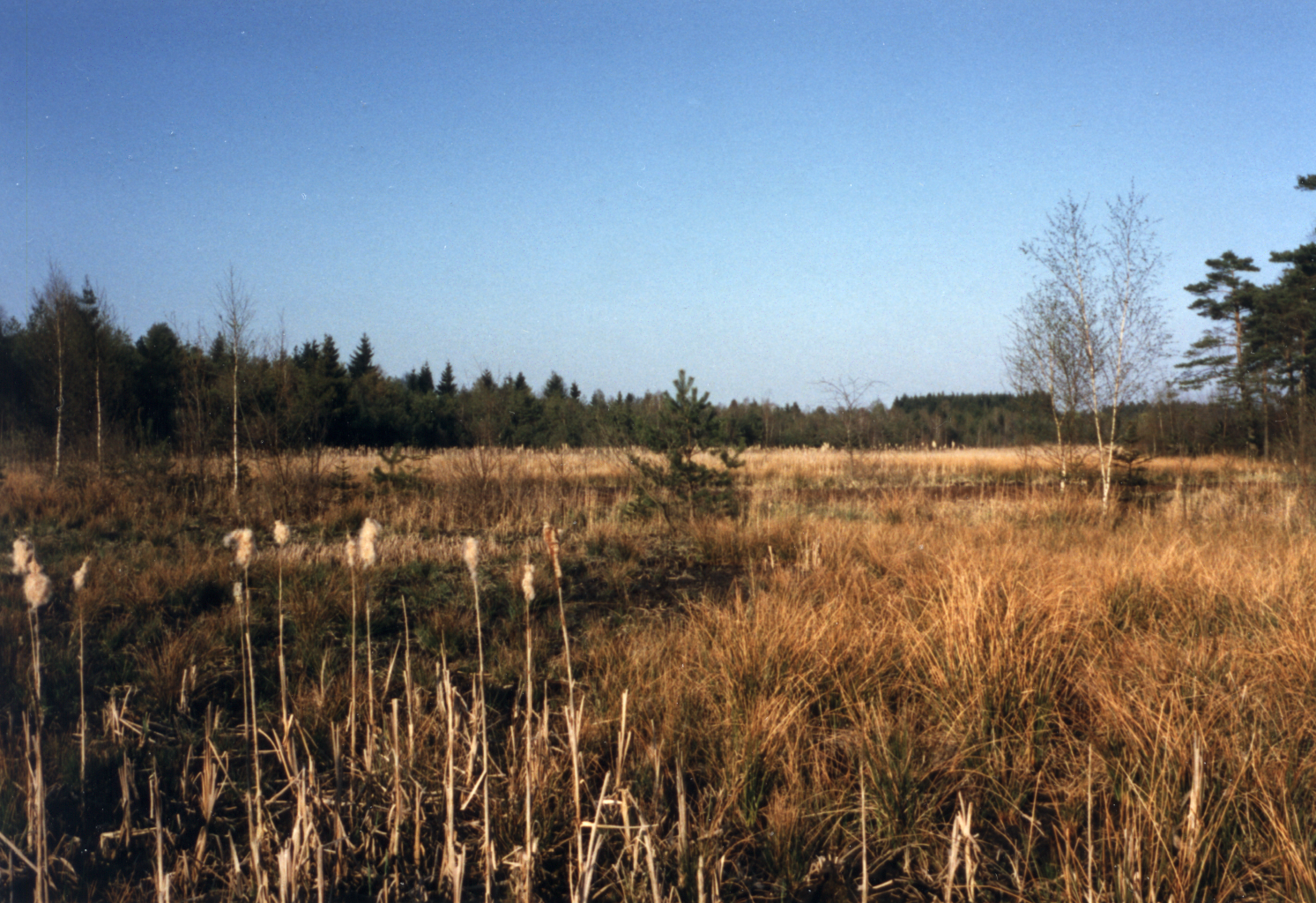
Moorgebiet bei Bad Aibling (Schuhbräufilze)

## Vorgeschichte
Das Gebiet Bad Aiblings entstand infolge der Verlandung des 420 km² großen Rosenheimer Sees vor 10.000 v. Chr. Dieser hatte sich gegen Ende der Würm-Kaltzeit 15000 v. Chr. aus Schmelzwasser des Inn-Gletschers gebildet, floss aber ab, nachdem sich der Inn einige Jahrtausende später einen Weg freigeschnitten hatte. Dabei bildeten sich große Moorgebiete, für die jedoch erst ab etwa 3000 v. Chr. erste Hinweise auf eine kontinuierliche Siedlungstätigkeit zu finden sind. Ab ca. 500 v. Chr. konnte eine keltische Besiedlung nachgewiesen werden, die vermutlich die vorherigen illyrischen Bewohner assimiliert hatte.

## Antike: Römer und Baiuwaren

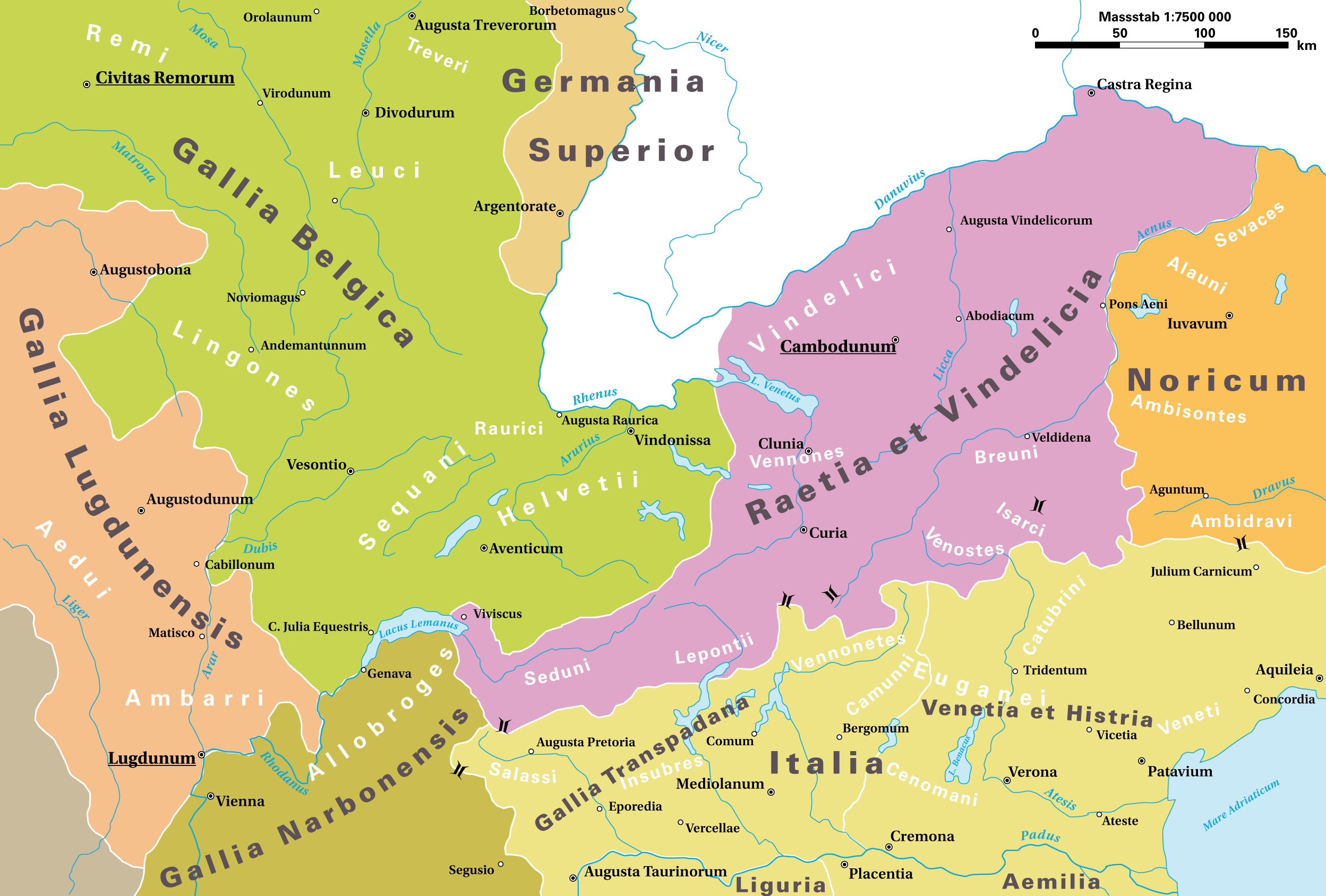
Die römischen Provinzen im Alpenraum ca. 14 n. Chr.

Die römische Expansion gelangte durch den Feldzug des Drusus im Jahr 15 v. Chr. auch in die Alpenregion. Der Inn bildete in der Folge die Grenze zwischen den Provinzen Noricum und Raetia, Bad Aibling wurde also zu letzterer gerechnet und zu einem Oppidum ausgebaut. Um 470 n. Chr. gelang es den Römern jedoch nicht mehr, die Obergewalt über die germanischen Provinzen aufrechtzuerhalten, sodass Bajuwaren das Gebiet Bad Aiblings besetzten. Auf dem Hofberg entstand ein Hof für die agilolfingischen Herzöge. Der Ort selber, der wohl eher dorfähnlichen Charakter hatte, gehörte zum Grundbesitz des Epino, eines Vasallen der Agilolfinger, und später seiner Erben.

## Mittelalter: Verwaltungsaufgaben und Entwicklung zur Stadt

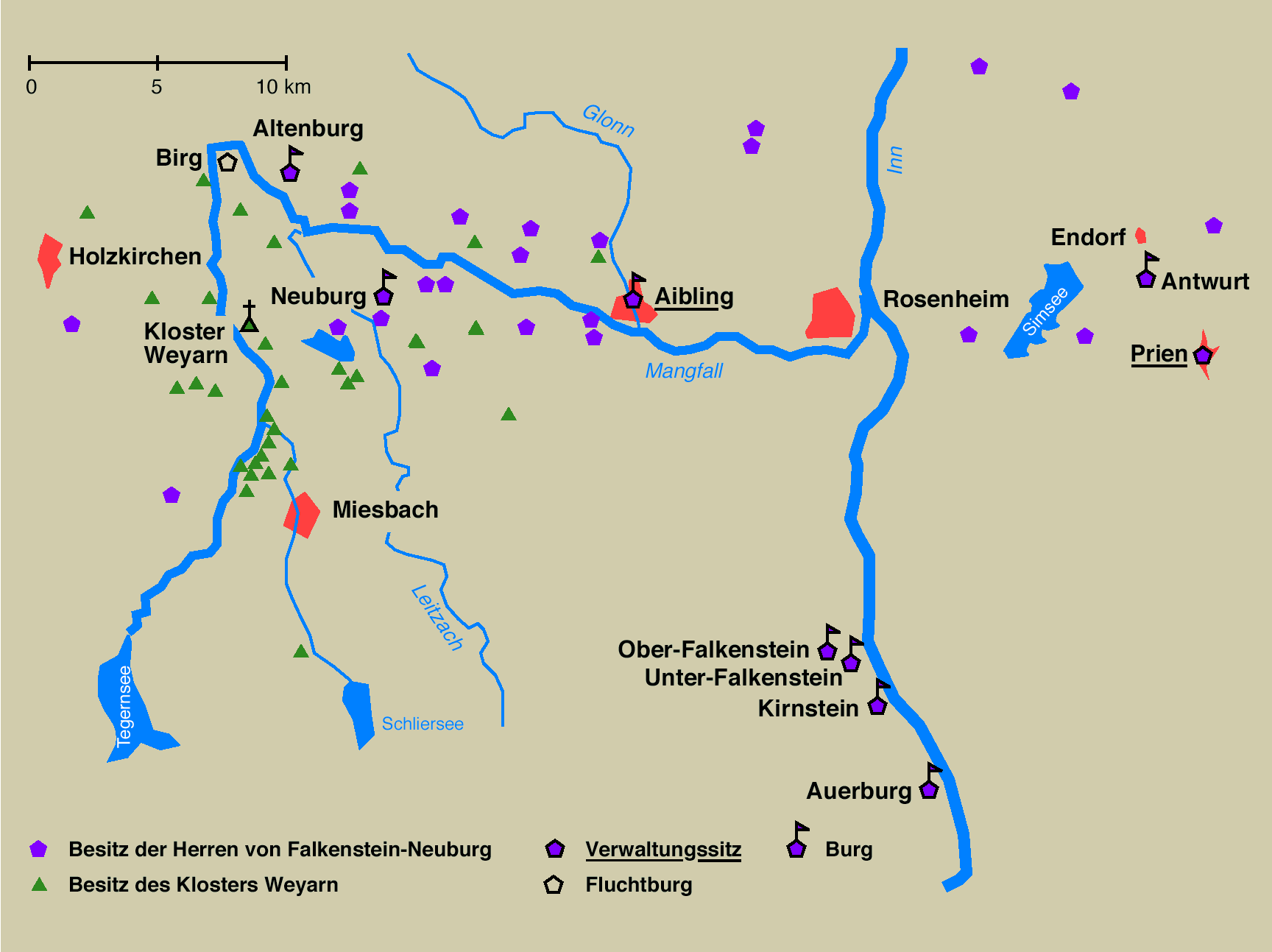
Zentrale Lage Aiblings im Sundergau der Stauferzeit

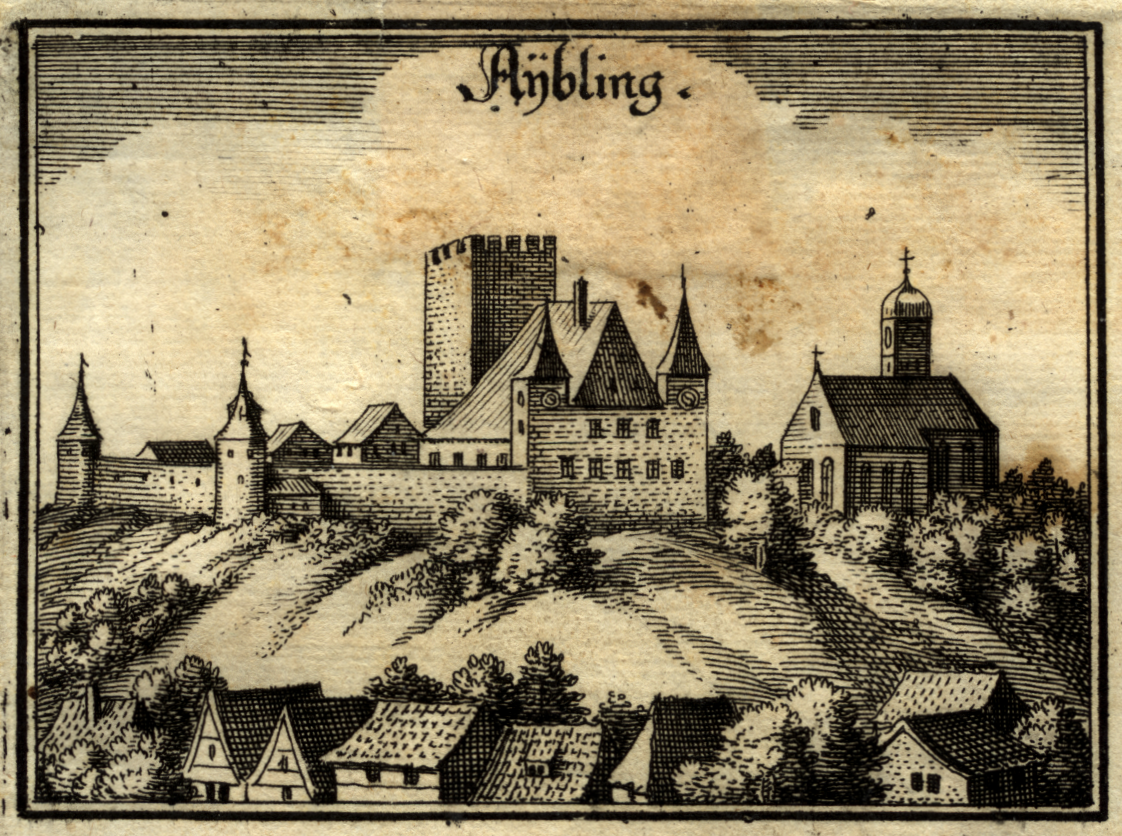
Der Hofberg auf einem Stich von Matthäus Merian 1644

Mit der Absetzung des letzten agilolfingischen Baiuwarenherzogs Tassilo III. wurde Bayern in das Fränkische Reich eingezogen und der bisherige Herzogshof 788 in einen Königshof (Pfalz) der karolingischen Herrscherdynastie umgewandelt. 855 hielt sich König Ludwig der Deutsche selbst zur Fastenzeit hier auf, 898 der Kaiser Arnulf von Kärnten. Die erste urkundliche Erwähnung Bad Aiblings in einer frühen Namensform datiert vom 13. Januar 804, damals als Epininga. Im selben Dokument werden auch die heutigen Stadtteile Berbling, Mietraching und Willing erstmals genannt. Ersterer gelangte 815 an das Hochstift Freising, später 1080 an das Kloster Margarethenzell in Bayrischzell.
Aus den folgenden Jahrhunderten sind nur wenige Informationen für die geschichtliche Entwicklung des Ortes erhalten; mit dem Niedergang der karolingischen Macht verlor er jedenfalls an Bedeutung. 927 ist eine Hofkapelle als Eigenkirche der Salzburger Erzbischöfe bezeugt. Im 11. und 12. Jahrhundert gewann Aibling wieder verwaltungspolitische Bedeutung, da es von König Heinrich II. 1007 zur Vogtei des Bistums Bamberg, also zum Verwaltungssitz für dessen oberbayerische Besitzungen erhoben wurde. Die Vogteirechte lagen zunächst bei der Familie Sulzbach-Kastl, wurden aber 1180 von den Gaugrafen von Falkenstein-Neuburg erworben und gingen 1230 an die Wittelsbacher über.
In das Jahr 1141 fällt die erste Erwähnung des heutigen Ortsteils Harthausen, 1244 wurde Aibling selber zur Marktgemeinde ernannt. Um 1250 (andere Angaben: 1200) fiel der Ort von den bisherigen Besitzern, den Falkensteinern an das Haus Wittelsbach. In den Teilungen von dessen Besitz fiel es 1255 Herzog Ludwig II. („dem Strengen“) zu. Einige Zeit später, wohl 1268, konnte die Kirche, die bereits einige Zeit nicht mehr als Salzburger Hofkirche verwendet wurde, die Rechte einer Pfarrkirche erwerben. 1293 wurde der Hofberg Sitz eines Pfleggerichtes., das 1300 zu einem Pflegamt erweitert wurde. In diesem Jahr wurde auch Ellmosen zum ersten Mal urkundlich erwähnt, für Harthausen ist dies 1331 belegt.
1321 erhielten die Bürger das Münchener Stadtrecht, ab dem 14. Jahrhundert galt Aibling damit als Stadt, was neben der kommunalen Selbstverwaltung auch den Erwerb der niederen Gerichtsbarkeit bedeutete. Damit einher ging auch die Machterweiterung der Stadtkirche, die als Hauptkirche des Dekanats Aibling zeitweise ein großes Gebiet verwaltete und 1431 im gotischen Stil neu aufgebaut wurde. 1424 und 1442 wurde das Marktrecht bestätigt, 1481 die Marktfreiheit erteilt. Die wirtschaftliche Bedeutung Aiblings hielt sich jedoch in Grenzen, da sich die Stadt im Gegensatz zu Rosenheim in einer verkehrstechnisch ungünstigeren Lage befand.

## Neuzeit: Katastrophen und Wiederaufbau

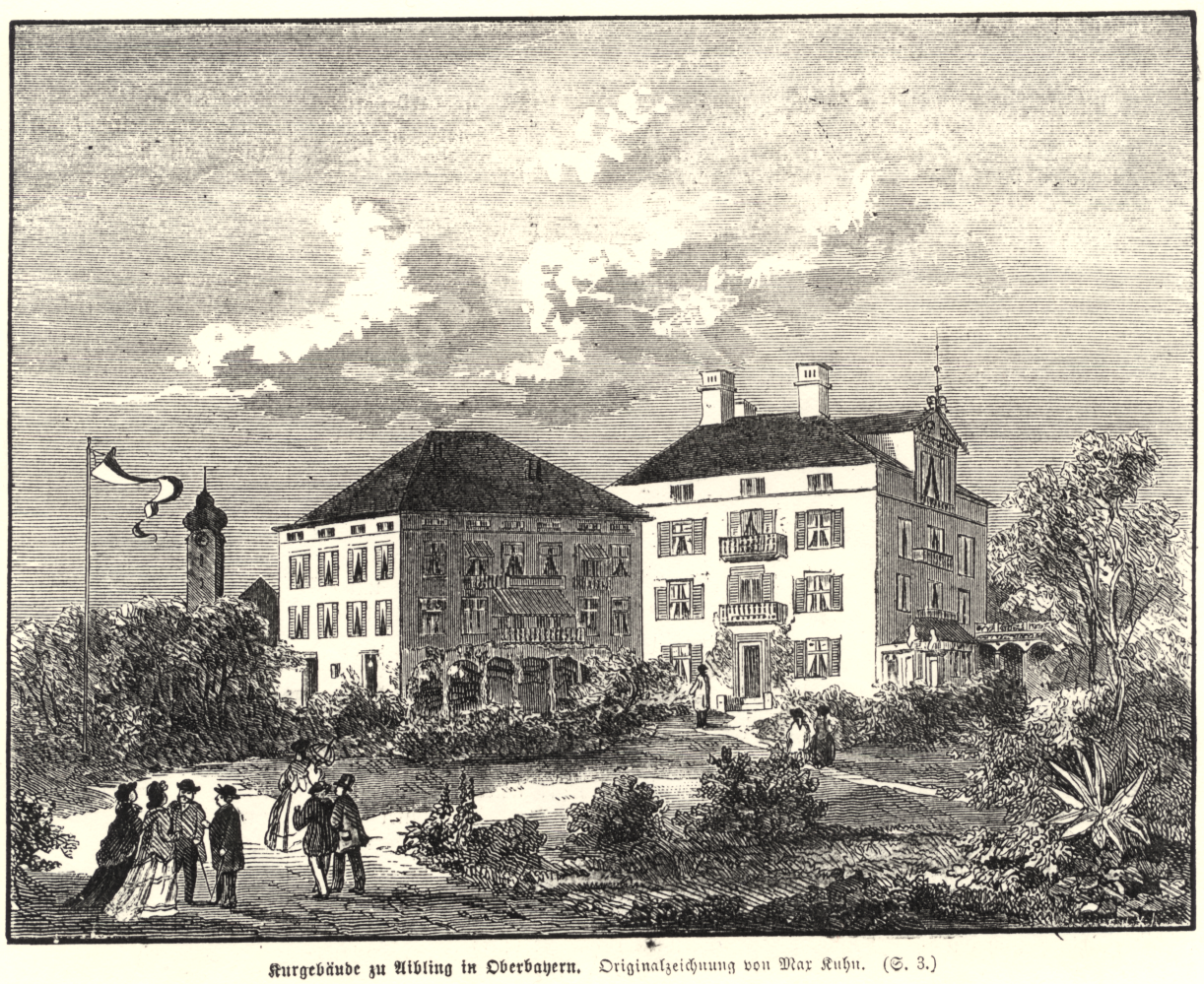
Das Ludwigsbad im Jahre 1870

Im Jahr 1553 wurde Harthausen Hauptmannschaft des Aiblinger Landgerichtes. Davon abgesehen war die Frühe Neuzeit allerdings von einer Reihe verheerender Katastrophen für Aibling geprägt. Dabei sind zunächst die Stadtbrände zu nennen, deren zerstörerischste in den Jahren 1498, 1503, 1730, 1747, 1765 und 1811 wüteten. 1564 und 1634 verkleinerten Pestepidemien die Bevölkerung merklich, was sich in der Bezeichnung „das große Sterb“ für die Seuchen niederschlug. Insgesamt kamen Schätzungen zufolge zwei Drittel der Bevölkerung ums Leben. Am Ende des Dreißigjährigen Krieges 1648 wurde Aibling von schwedischen Truppen angegriffen, die es nach erbitterten Kämpfen am 13. Juni einnehmen konnten, plünderten und schließlich besetzten, nachdem fast alle Verteidiger gefallen waren.
1698 musste schließlich ein Armen- und Krankenhaus errichtet werden, um die Not in der Stadt zu lindern. Doch in den Jahren 1704/1705 sowie 1742 wurde sie im Rahmen des Spanischen bzw. des Österreichischen Erbfolgekriegs erneut mehrfach von österreichischen Truppen besetzt. Neben den militärischen Einschränkungen hatte dies vor allem beide Male hohe Abgabenverpflichtungen zur Folge. 1705 beteiligten sich außerdem viele Bewohner der Stadt an einem bayerischen Volksaufstand gegen die österreichischen Besatzertruppen Josephs I., welcher in der Sendlinger Mordweihnacht endete und auch Menschenleben unter den Beteiligten aus Aibling forderte.
In der zweiten Hälfte des 18. Jahrhunderts begann eine Phase des Wiederaufbaus, die in den folgenden Jahrzehnten Aibling zum prosperierenden Städtchen werden ließ. 1754/1755 wurde die Pfarrkirche auf dem Hofberg nach Plänen des Münchener Baumeisters Johann Michael Fischer umgestaltet und auf seinen Rat hin verlängert. Die Durchführung übernahm der Kirchenbaumeister Abraham Millauer. 1765 wurde auch das Rathaus am Marienplatz neugebaut. Zu dieser Zeit hatte Aibling eine Einwohnerzahl von etwa 900 Menschen.

## 1800–1918: Verwaltungsreformen und Entwicklung zum Kurort

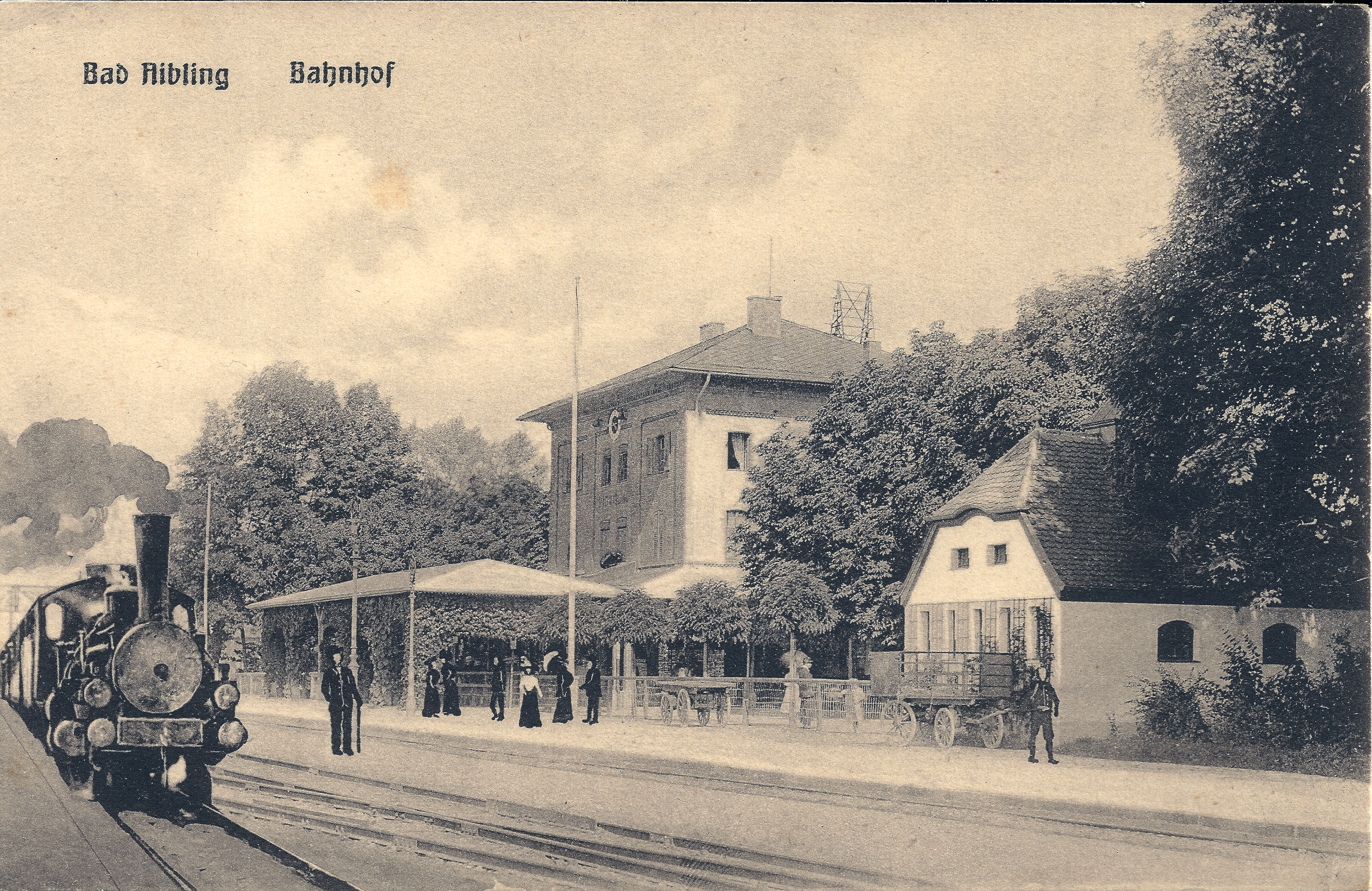
Der Bahnhof der Mangfalltalbahn, um 1900

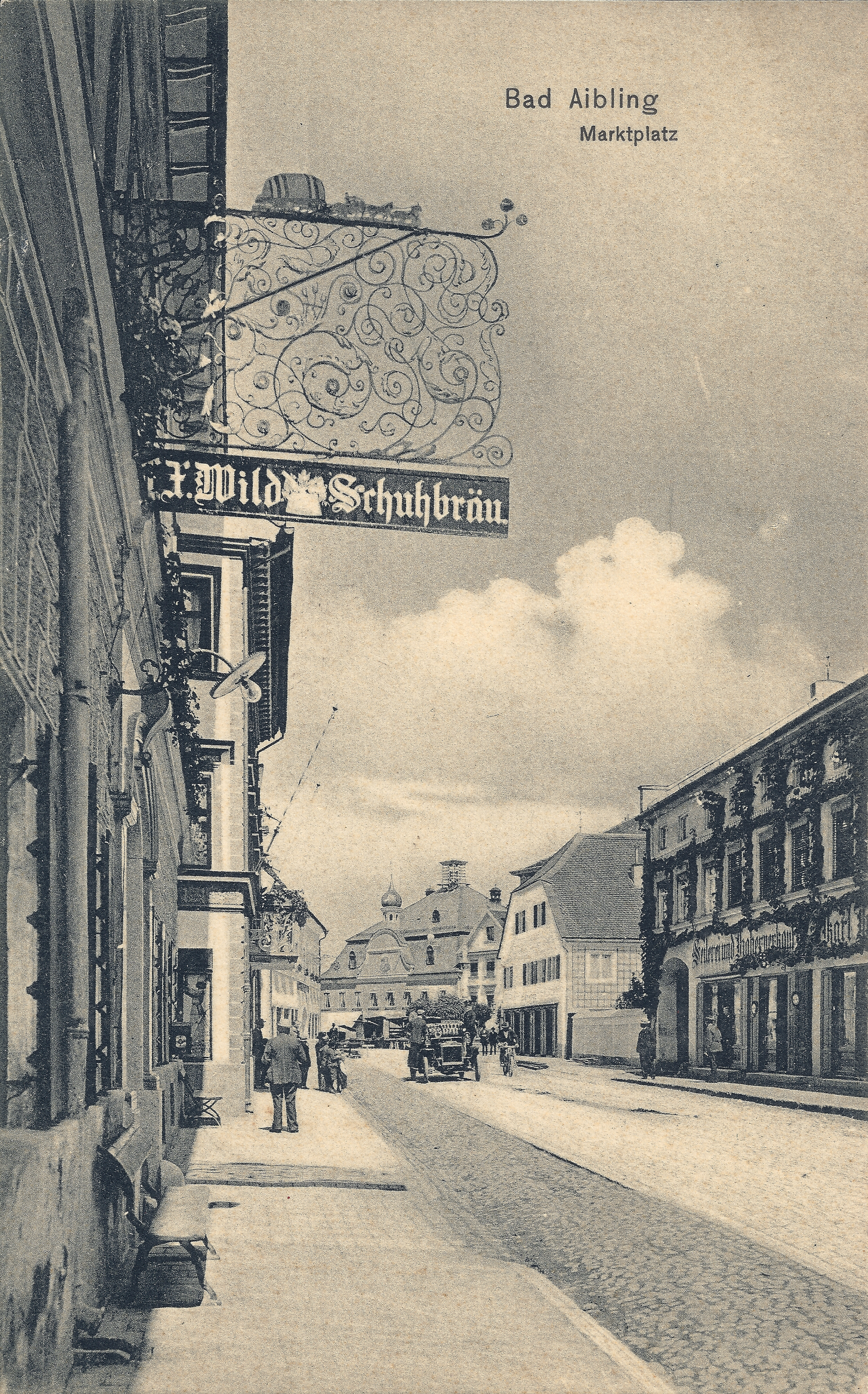
Rosengasse in Bad Aibling, um 1910

Während des Zweiten Koalitionskriegs rückten 1800 drei französische Divisionen unter Jean-Victor Moreau in Aibling ein. Das Pfleggericht wurde in diesem Jahr (wie alle bayerischen Pfleggerichte) in ein Landgericht umgewandelt, das allerdings schon 1807 aufgelöst und in das Landgericht Rosenheim eingegliedert wurde. Unter Napoleon Bonaparte fand in Folge des Reichsdeputationshauptschlusses 1803 und 1804 die Säkularisation in Bayern statt, die auch auf Aibling einige Auswirkungen hatte: Berbling fiel vom Kloster Scheyern an Willing, die St.-Georgs-Kapelle in Thürham wurde abgerissen.
Nach der Niederschlagung der napoleonischen Herrschaft über Europa fand durch die Gemeindeedikte 1818 wiederum eine Bayerische Verwaltungsreform statt, die dazu führte, dass die bisher zu Aibling gehörigen Orte Ellmosen, Mietraching und Willing selbständige Gemeinden wurden. Eine Volkszählung 1830 ergab daher eine Bevölkerungszahl von 1.088 Einwohnern. Erst 1838 wurde das Landgericht Aibling wieder eingerichtet; das alte Pflegschloss war mittlerweile umfassend renoviert worden.
Die Geschichte des Kurortes Aibling begann mit der Eröffnung der Soolen- und Moorschlamm-Badeanstalt durch den Landgerichtsarzt Dr. Desiderius Beck im Jahre 1845. Bei diesem eingeschossigen Badehaus handelte es sich um das erste Moorbad Bayerns. Mit der Eröffnung der Mangfalltalbahn (Route München–Holzkirchen–Aibling–Rosenheim) am 31. Oktober 1857 und der Errichtung des Elektrizitätswerkes 1894 hielten schließlich auch moderne Techniken Einzug in der Stadt, was wiederum den Kurbetrieb förderte. Die Anerkennung ließ nicht lange auf sich warten: 50 Jahre nach Eröffnung des Moorbades wurde 1895 offiziell verlautbart, Prinzregent Luitpold von Bayern „habe[n] allergnädigst zu genehmigen geruht, dass der Markt Aibling künftig den Namen ‚Bad Aibling‘ führe“, also als Heilbad anerkannt wurde. Ende des 19. Jahrhunderts existierten vier große Kurhotels, das Ludwigsbad, das Wittelsbach, das Theresienbad sowie das Wilhelmsbad, außerdem entstanden in dieser Zeit (insbesondere während der Gründerzeit) zahlreiche Villen.
Am 27. Mai 1897 wurde die Lokalbahn Bad Aibling–Feilnbach eröffnet. Im Jahr darauf entstanden die Bad Aiblinger Wasserwerke durch den Aufkauf der Quellen Niklasreuth. 1900 wurde schließlich ein Bezirksamt in der Stadt gegründet. 1904 wurde die evangelische Christuskirche geweiht, 1907 das erste Kurhaus der Stadt feierlich eröffnet.

## 1918–1952: Politische Unruhen und Militärlager

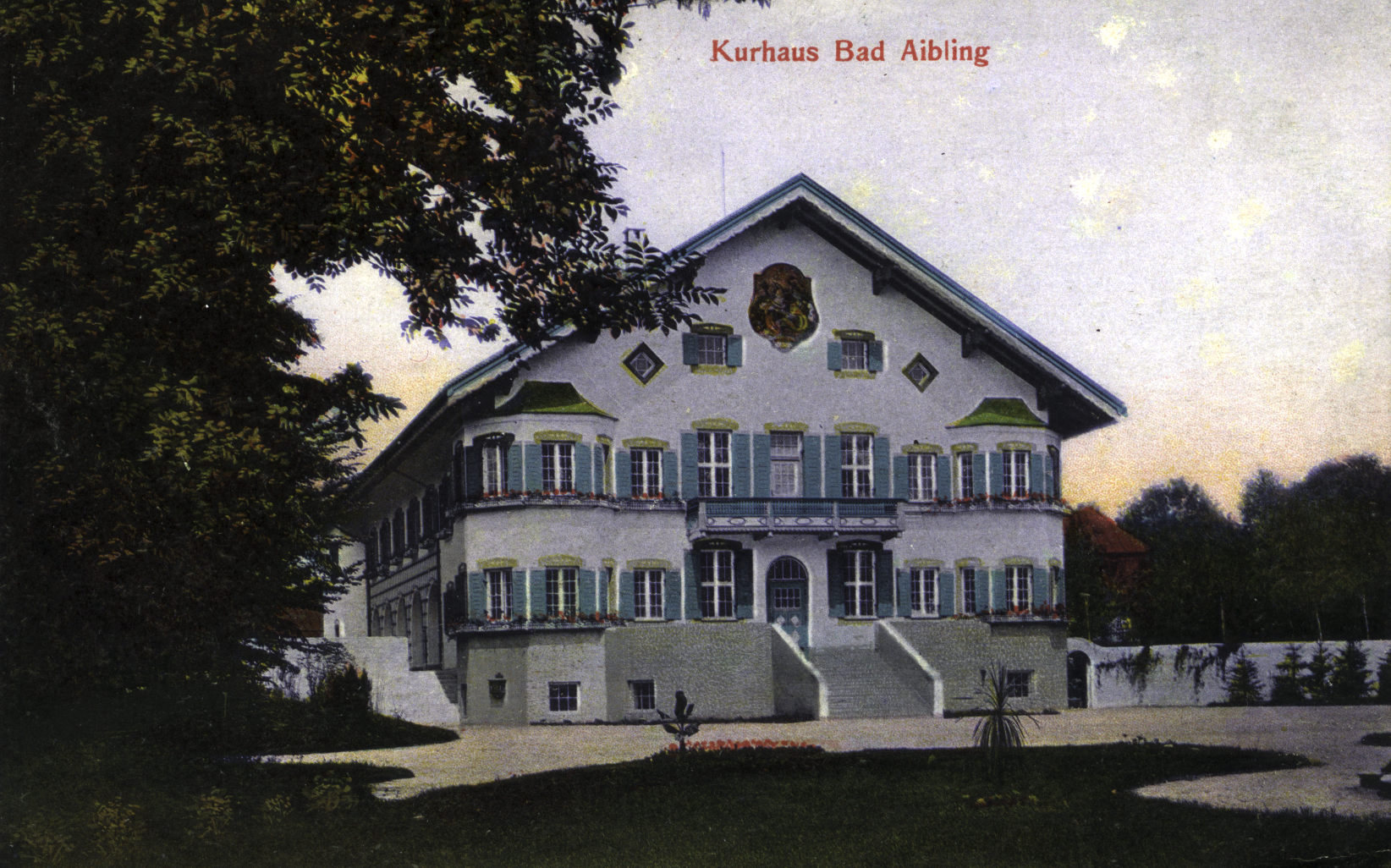
Das alte Kurhaus 1907

Nach dem Ersten Weltkrieg konstituierte sich in Bad Aibling wie in vielen anderen Städten am 23. Februar 1919 ein Revolutionärer Arbeiterrat, auf dessen Betreiben am 7. April die Räterepublik ausgerufen wurde. Nur wenige Tage später, am 15. April, marschierten Rotgardisten aus München ein. Nachdem jedoch die Münchner Räteregierung gestürzt worden war, marschierten auch in Aibling am 4. Mai antikommunistische Verbände ein. Es handelte sich um die Weiße Garde des Freikorps Chiemgau.
Bis in die nun entstehende Weimarer Republik wuchs Bad Aibling stetig an, 1925 zählte es 4.577 Einwohner. Am 1. April 1933 wurde es zur Stadt erhoben. Im Zuge der Aufrüstung des Dritten Reiches entstand auf dem Gelände eines früheren Sportflugplatzes der Fliegerhorst Bad Aibling, durch den der Ort zur Garnisonsstadt wurde und auf dem sich ab 1942 die Stuka-Vorschule 1 befand. 1940 wurde der Rathausbau aus dem Jahr 1765 durch einen schweren Brand zerstört.
Am 28. Mai 1945 stießen im Osten Bad Aiblings ein mit Soldaten besetzter Militärzug und ein Leerzug zusammen. Der Unfall, der sich in einem unübersichtlichen Waldstück ereignete, forderte fünf Menschenleben und 21 zum Teil schwer Verletzte.
Nach dem Ende des Zweiten Weltkriegs 1945 gehörte Bad Aibling zur amerikanischen Besatzungszone. Die US Army richtete auf dem Gelände des Fliegerhorsts ein Kriegsgefangenenlager mit der Bezeichnung PWE 26 ein. Günter Grass und Joseph Ratzinger sollen sich dort als Gefangene begegnet sein.
1946 wurde die Einrichtung geschlossen; die Baracken des ehemaligen Kriegsgefangenenlagers dienten fortan als DP-Lager für ehemalige Soldaten der königlich-jugoslawischen Armee, die im Krieg nach Deutschland deportiert worden waren. Dieses Lager wurde zunächst von der United Nations Relief and Rehabilitation Administration und später von der Internationalen Flüchtlingsorganisation verwaltet. Ab dem Winter 1948/1949 befand sich in den Kasernengebäuden des Fliegerhorsts schließlich ein DP-Lager für Kinder und Jugendliche aus über 20 Nationen, die ebenfalls unter das Mandat der IRO fielen: das Kinderdorf Bad Aibling (IRO Children’s Village Bad Aibling). Innerhalb der amerikanischen Besatzungszone war die Einrichtung die größte ihrer Art. Sie beherbergte insgesamt über 2.300 Kinder bzw. Jugendliche und schloss Ende 1951 ihre Pforten.
1952 wurde das Areal wieder von der US Army übernommen und zur geheimdienstlich genutzten Bad Aibling Station ausgebaut.

## Ab 1952: Entwicklungen seit dem Zweiten Weltkrieg
Nach dem Krieg wurde der Kurbetrieb bereits früh wieder im alten Umfang aufgenommen; 1955 waren 4.335 Kurgäste in der Stadt. Mit der Eröffnung der Kurklinik „Wendelstein“ der Bundesversicherungsanstalt für Angestellte (BfA) wurde Bad Aibling 1964 auch ein Kurort für Träger von Sozialversicherungen. Im gleichen Jahr erhielt die Stadt eine vollbiologische Kläranlage, drei Jahre darauf wurde das neue Kurhaus und ein weiteres Jahr später die Wilhelm-Leibl-Realschule eingeweiht. Im Zuge der Landkreisgebietsreform 1971–1980 wurde der Landkreis Bad Aibling 1972 aufgelöst. Die bisherige Kreisstadt selber und der größte Teil des Mangfalltales wurden Teil des Landkreises Rosenheim.
1971 wurde die Mangfalltalbahn elektrifiziert, zwei Jahre später jedoch die Lokalbahn Bad Aibling–Feilnbach stillgelegt. Ab 1973 änderte sich das Stadtbild auch durch die Einweihung des neuen Rathauses sowie der neuen Kreissparkasse und der Umgestaltung des Marienplatzes. Nach der Gründung der Realschule wurde das Bildungswesen in Bad Aibling 1974 weiter verbessert durch die Eröffnung des Gymnasiums Bad Aibling und dem Umzug der Wirtschaftsschule Alpenland von Kolbermoor nach Bad Aibling. 1973 und 1978 erfasste auch die Gemeindegebietsreform Bad Aibling, das nun die bisher selbstständigen Gemeinden Ellmosen, Mietraching und Willing eingemeindete. Verschiedene bauliche Veränderungen in der Stadt finden in der folgenden Zeit statt, hervorzuheben ist dabei der Bau der 2000 eröffneten südlichen Umgehungsstraße.

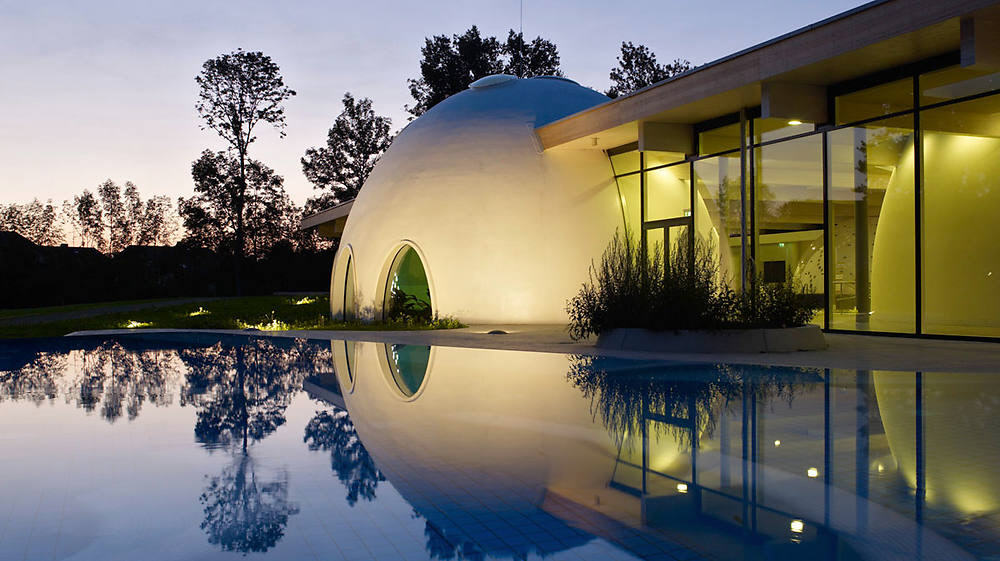
Therme Bad Aibling

2002 fand unter dem Namen Bad Aibling Thermal 1 eine Tiefbohrung nach Thermalwasser statt, die schließlich auf eine Endteufe von 2.299,7 m niedergebracht wurde. Im Jahr 2004 feierte Bad Aibling das 1200-jährige Jubiläum der ersten urkundlichen Erwähnung. Im Zuge dieser historischen Rückbesinnung wurde auch das Stadtspiel 1648, das vor dem Hintergrund der erfolglosen Verteidigung am Ende des Dreißigjährigen Krieges handelt, uraufgeführt. Nach der erfolgreichen Tiefbohrung wenige Jahre zuvor begannen 2005 die Baumaßnahmen für die Therme Bad Aibling. Auf dem Gelände der ehemaligen Bad Aibling Station wurde die Entwicklung der Nullenergiestadt Mietraching gestartet. Im Jahr darauf begründete der Kurort eine Städtepartnerschaft mit Cavaion Veronese in Norditalien.
2007 brannte das historische Kurhotel Ludwigsbad nach einer Brandstiftung aus. Im gleichen Jahr wurde jedoch die Therme eröffnet, die bis 2014 2 Millionen Besucher hatte. Im Stadtteil Mietraching wurde 2011 das Gebäude H8, eines der höchsten Holzgebäude Deutschlands, errichtet. 2013 schließlich wurde das Amtsgericht Bad Aibling aufgelöst. Die Stadt ist damit nach mehr als 1200 Jahren kein Gerichtssitz mehr. Im Rahmen der Überwachungs- und Spionageaffäre 2013 wurde zur gleichen Zeit bekannt, dass in Bad Aibling mit BND und NSA auch nach Auflassung der Bad Aibling Station des Echelon-Systems im Jahr 2004 Geheimdienste tätig sind.
In den Jahren von bis 2013 wurde außerdem die Stadtmitte Bad Aiblings neugestaltet, so konnte beispielsweise 2012 das neue Rathaus in Betrieb genommen werden.
Am 9. Februar 2016 ereignete sich ein schwerer Eisenbahnunfall auf Höhe des städtischen Klärwerks auf der Bahnstrecke Holzkirchen-Rosenheim. Es kollidierten frontal zwei Züge auf einer eingleisigen Strecke mit 11 Toten und über 18 Schwer- sowie 63 Leichtverletzten.